# Torrent de Sant Jordi
Torrent de Sant Jordi är ett periodiskt vattendrag i Spanien.   Det ligger i regionen Balearerna, i den östra delen av landet, 600 km öster om huvudstaden Madrid. Torrent de Sant Jordi ligger på ön Mallorca.